# Rue du Général-de-Gaulle (Reims)
Pour les articles homonymes, voir Rue du Général-de-Gaulle.
L'avenue Général-de-Gaulle est une voie de la commune de Reims, située dans le département de la Marne (département), en région Grand Est.

## Situation et accès
Elle débute à l'intersection des rues Hincmar et des Capucins pour aboutir rue Président-Wilson. Elle porte ce nom depuis 1970 en mémoire de Charles de Gaulle, Libérateur de la Patrie.

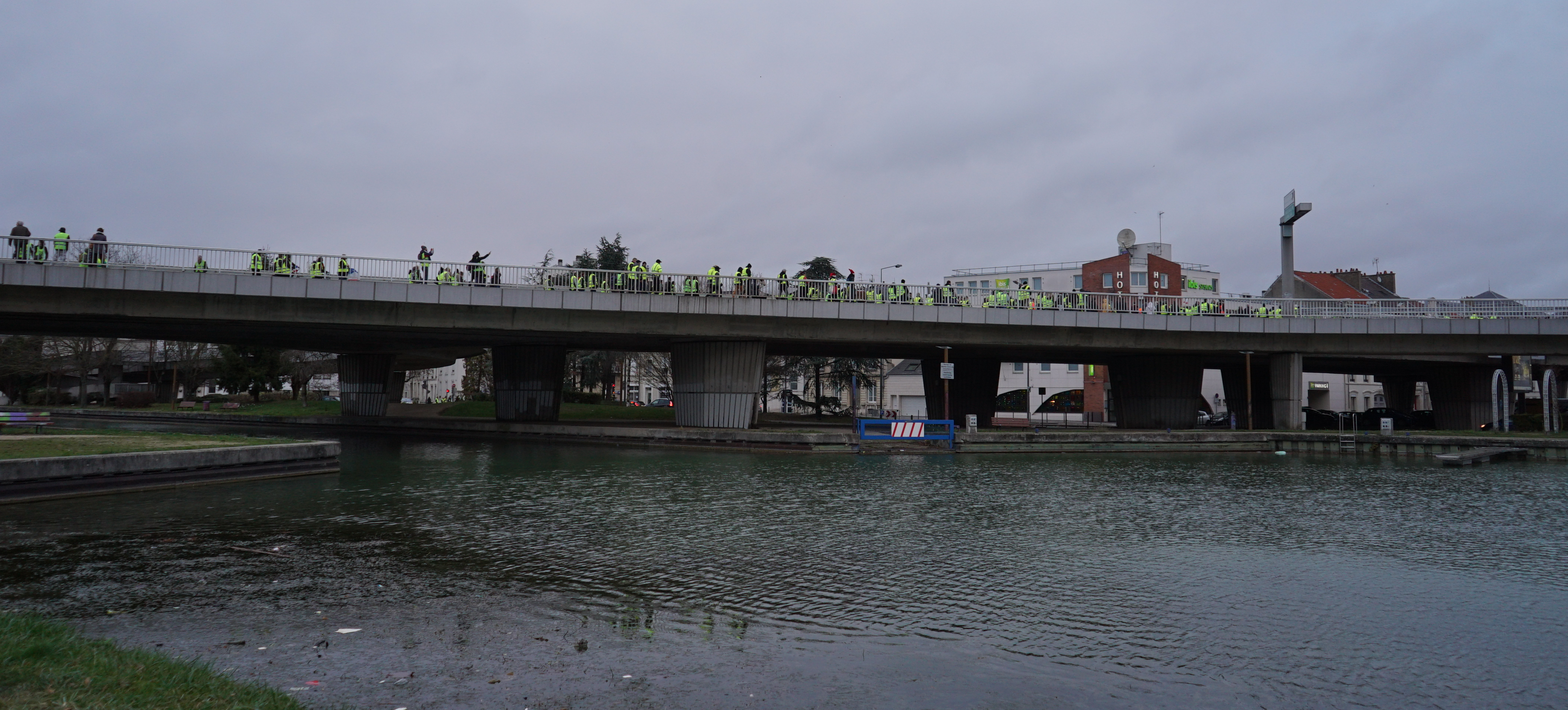
Le pont de-Gaulle enjambant le canal, traversé par les Gilets-jaunes.

La voie est à double sens, sauf sur le pont éponyme, et permet de relier le centre-ville avec la partie ouest de l'autre côté de la coupure occasionnée par le canal, l'autoroute et la Vesle. Une partie de son tracé est utilisée par la ligne de tramway.

## Origine du nom
Cette voie porte le nom du militaire, résistant, homme d'État et écrivain français Charles de Gaulle (1890-1970).

## Bâtiments remarquables et lieux de mémoire
Elle longe le stade Auguste-Delaune, la clinique Courlancy, le parc Léo-Lagrange, le Centre International de Séjour, la Comédie de Reims, le Planétarium de Reims et abouti à la gare de Franchet d'Espèrey.